# Ramal ferroviario José Néstor Lencinas-Colonia Alvear Norte
El Ramal José Néstor Lencinas - Colonia Alvear Norte pertenece al Ferrocarril General San Martín, Argentina. 

## Ubicación
Se halla en la provincia de Mendoza, uniendo las ciudades de General Alvear, Monte Comán y Las Catitas, a través de los departamentos de Santa Rosa, San Rafael y General Alvear.
Es un ramal de la red secundaria del Ferrocarril General San Martín con una extensión de 194 km.
El ramal fue construido en 1903 entre José Néstor Lencinas (ex Las Catitas) y San Rafael.

## Servicios
El ramal se encuentra abandonado y sin servicios. Prestó los últimos servicios de pasajeros y de cargas hasta 1993. Aún sin movimiento, la empresa estatal Trenes Argentinos Cargas está encargada de este ramal.